# Placeta de la Pujada de Sant Feliu (Girona)
La Placeta de la Pujada de Sant Feliu és una plaça pública del municipi de Girona inclosa en l'Inventari del Patrimoni Arquitectònic de Catalunya.

## Descripció
És un espai empedrat a l'arrencada de la portalada De Sant Feliu, a frec de la pujada i pel costat del carrer Calderers. La barana de pedra, de balustres de pedra, divideix la zona segons la rampa del carrer i la part baixa, la placeta. Té dos nivells, un proper al carrer Calderers (vorera) i amb arbrat. Està separat del segon nivell per una barana-banc de pedra. Tots nivells es comuniquen per dues escales, en extrems oposats. A través del segon nivell s'accedeix a la plaça d'accés a l'església de Sant Feliu, al capdamunt de la pujada, per una llarga escala que guanya el desnivell. Al segon nivell hi ha una font de 3 caps, ja catalogada.

## Història
El 1924 l'ajuntament de Girona enderroca les cases que limitaven al fons de la placeta i així s'engrandeix, agafant la fesomia actual.